# Naggid
Naggid (hébreu : נגיד, de la racine ה-ג-ד, approx. « celui qui dicte ») est un titre désignant à l’origine un dirigeant communautaire juif, d’un rang équivalent à celui d’un gouverneur. Le terme, provenant de la racine H-G-D (« dire »), est employé à plusieurs reprises dans la Bible, illustrant la corrélation entre « celui qui parle » et « celui qui commande ».
Son emploi semble avoir commencé dans les pays musulmans, dans les siècles suivant la conquête arabe, et ne persister ensuite qu’en Égypte, bien que le parnass d’une communauté soit parfois dénommé naggid ha'ïr (« gouverneur de la ville »). 
Parmi les figures les plus illustres à avoir porté ce titre figurent :
- Samuel Hanaggid,
- son fils Joseph Hanaggid,
- Moïse Maïmonide,
- son fils Avraham Maïmonide et leurs descendants jusqu’au XIVe siècle.

Le naggid semble avoir exercé un rôle davantage temporel que spirituel (bien que certains aient sans doute combiné les fonctions), représentant les Juifs auprès du gouvernement, ainsi que le gouvernement auprès des Juifs.
Naggid est ensuite devenu un patronyme majoritairement séfarades. Il est porté, entre autres, par Hayim Naggid, écrivain, homme de théâtre et critique roumano-israélien.
Il a par ailleurs été conservé en hébreu moderne pour désigner le gouverneur de la Banque d'Israël.